# Luis Robinson
Luis Robinson (10 de abril de 1964) es un reconocido armonicista argentino. Orientando su estilo de armónica hacia el blues y el rock, tiene una larga trayectoria en cuanto al circuito nacional e internacional.

## Trayectoria

### Mississippi Blues Band
En 1988 Robinson inicia su carrera profesional formando la Mississippi Blues Band[cita requerida] junto a Ricardo Tapia (voz), Gustavo Ginoi (guitarra eléctrica), Eduardo Introcaso (saxo alto), Zeta Yeyati (saxo tenor), Juan José Hermida (teclados), Claudio Cannavo (bajo) y Juan Carlos negro Tordo (batería). Con esta banda que edita su primer álbum discográfico en 1991. El disco se tituló Mbugi (palabra de origen congoleño que significa "endiabladamente bueno" y que luego mutaría a Boogie), fue editado por "Sonny BMG" y contenía 12 temas:

#### Lista de canciones
1. "Café Madrid"
2. "Boogie de la ruta 2"
3. "Qué miseria"
4. "Camionero"(tema de la autoría de Robinson)
5. "Honey Bee"
6. "The Creeper Return"
7. "Un Poco Más"
8. "Buenos Aires Blues" (tema escrito por Robinson, Tapia y Ginoi)
9. "Lilly"
10. "Tres Palabras"
11. "La Chancleta" (Tapia y Robinson)
12. "Same Old Blues".

Junto a esta banda, Robinson compartió escenario con artistas internacionales como el legendario armonicista del Misisipi James Cotton y el guitarrista Albert Collins, también apodado "The Ice Man".
Luego de un par de colaboraciones más con esta banda, Robinson se forjó una carrera como solista, lo cual fue un desafió en un país como Argentina donde el blues no tienen una gran repercusión.

### Pappo's Blues
Su mayor reconocimiento como armonicista lo obtiene tocando junto a Pappo en Pappo's Blues. Cada vez que Pappo rearmó la banda (luego de idas y venidas entre Riff y otros grupos) Robinson siempre estuvo presente aportando el sonido único de su armónica.
Como miembro de esta banda, Robinson compartió actuaciones con Hubert Sumlin, fue telonero de nueve presentaciones de B.B. King, teloneó dos shows de Guns N' Roses y fue telonero también de los Rolling Stones en 1995.

### Luis Robinson & Los Chevy Rockets
En octubre de 1995 forma el grupo Luis Robinson & Los Chevy Rockets. Con esta banda se inclina más hacia el boogie boogie y un blues de las antiguas escuelas. En 1997 participan en el soundtrack de la película nacional "Plaza de Almas". Editan en 1998 el álbum Fuego Votivo.Dejó la banda en julio del 2000 por retomar giras con la banda de Pappo, su lugar fue reemplazado por Ricardo "Chino" Masunaka.

### Luis Robinson y sus Champagne Jumps
En el 2003 forma el grupo "Luis Robinson y sus Champagne Jumps" con el que edita en 2004 el disco "Piercing Blues". Un disco de jazz, donde se pueden escuchar reversiones de varias canciones interpretadas por él en los tiempos de los Chevy Rockets, y versiones de Ronnie Earl y Santana

## Otras colaboraciones
- Durante el período en el cual fue miembro de Pappo´s Blues colaboró en producciones discográficas de artistas como, entre otros, Las Blacanblus, Miguel Botafogo y Patricio Rey y sus Redonditos de Ricota en el álbum "La Mosca y la Sopa".
- En 1997 participa, junto a los Chevy Rockets, de la grabación del soundtrack para la película argentina "Plaza de Almas".
- El 23 de noviembre de 2007, para despedir el año, brinda a las 20:00 en El Condado  junto a Rubén Gaitán un recital de blues en el cual cada uno de ellos toca con su respectiva banda y finalizan el espectáculo tocando un par de temas juntos.

## Influencias
En su entrevista con 10Música, Robinson asegura haber sido muy influenciado por la grabación de "La Mosca y la Sopa" junto a "Los Redondos":
 "A mí me marcó mucho haber grabado en La mosca y la sopa de Los Redondos. Yo los seguí mucho desde pibe y, en cierto punto, los considero Los Beatles argentinos porque tienen mucha política y mucha vivencia con mi vida y con los de mi generación. Pasar de tocar la armónica en mi casa a estar grabando un disco con ellos, que no son de dar mucha cabida a músicos invitados, fue muy fuerte para mí."

## Discografía
Con La Mississippi:
- Mbugi (1991)
- Versiones 20 años + (2009) -como invitado-

Con Pappo / Pappo's Blues
- Blues Local (1992)
- Pappo y Deacon Jones - July 93 Los Angeles (1993)
- Pappo y amigos (2000)
- Buscando un amor (2003)

Con Los Chevy Rockets:
- Fuego Votivo (1998)

Luis Robinson y sus Champagne Jumps:
- Piercing Blues (2004)

Como Invitado:
- La Mosca y la Sopa - Patricio Rey y sus Redonditos de Ricota (1991) - Armónica en "Tarea Fina"
- Botafogo y Amigos - Botafogo (1997)
- Daniel Raffo, King Size & Otros - Daniel Raffo (2010)